# Rudolf Rabfeld
Rudolf Rabfeld (Split, 21. svibnja 1941. – Split, 20. kolovoza 2021.) bio je hrvatski kuglač i inženjer brodostrojarstva. Najvrijednije športske rezultate ostvario je sredinom 1970-ih osvajanjem pojedinačnog (1975.) i parovnog (1977.) naslova prvaka Jugoslavije te nastupom na Svjetskom prvenstvu u kuglanju 1976. u Beču, gdje je sudjelovao u osvajanju ekipnoga zlata. U Beču je u paru osvojio 9. i pojedinačno 13. mjesto. Više je godina bio aktivan kao kuglački savezni sudac, a bio je i jedan od istaknutijih članova Muškoga pjevačkog zbora “Brodosplit”.

## Životopis
Rudolf Rabfeld je u rodnome Splitu završio osnovnu školu, a potom 1962. i Pomorsku školu – brodostrojarski odjel. Nakon srednje škole upisao je Višu pomorsku školu te stekao zvanje inženjera brodostrojarstva, a cijeli je radni vijek proveo u Brodogradilištu "Split".
Rabfeld je počeo kuglati 1958. kao sedamnaestgodišnjak zajedno sa Zdravkom Boljatom i Davorom Boraskom: u razdoblju od 1960. do 1962. u omladinskoj su konkurenciji osvojili sva pojedinačna i ekipna prvenstva tadašnje Jugoslavije. Godine 1962. Rabfeld osvaja prvo mjesto na ekipnom prvenstvu Hrvatske i drugo mjesto na prvenstvu Jugoslavije u borbenoj partiji deset igrača. Godine 1975. osvaja pojedinačno prvenstvo Jugoslavije, a 1976. postaje i standardnim igračem Jugoslavenske kuglačke reprezentacije s kojom iste godine u Beču osvaja svjetsko zlato.  Godine 1977. sa Zdravkom Boljatom osvaja prvenstvo Splita, Dalmacije, Hrvatske i Jugoslavije u parovima, a godinu poslije s momčadi “Brodosplita” u ekipnoj konkurenciji osvaja drugo mjesto u Jugoslaviji. S kuglačkim klubom Brodosplit osvaja 1980. prvenstvo Jugoslavije u ekipnoj konkurenciji, a 1982. s istim klubom drugo mjesto u Jugoslaviji i potom na “Dunav kupu” treće mjesto u Europi. Godine 1988. s Ivanom Buljanom osvaja treće mjesto na prvenstvu parova Jugoslavije.

## Nagrade i priznanja
- 2016. – trofej "Fabjan Kaliterna" Splitskoga saveza športova za izuzetan doprinos u promidžbi i razvoju športa u gradu Splitu[5]

## Vanjske poveznice
- Hrvatski kuglački savez
- Radio Dalmacija.hr – Proslavljen Dan splitskog sporta